# Bellevigny
Bellevigny – gmina we Francji, w regionie Kraj Loary, w departamencie Wandea. W 2013 roku liczba ludności wynosiła 5795 mieszkańców. 
Gmina została utworzona 1 stycznia 2016 roku z połączenia dwóch ówczesnych gmin: Belleville-sur-Vie oraz Saligny. Siedzibą gminy została miejscowość Belleville-sur-Vie.